# Auguste Van den Kerckhove
Augustinus (Auguste) Van den Kerckhove (Antwerpen, 19 februari 1825 – Sint-Joost-ten-Node, 21 mei 1895) was een Belgisch beeldhouwer en kunstschilder. Hij signeerde zijn schilderijen onder eigen naam, voor de sculpturen gebruikte hij wel het pseudoniem Saïbas en signeerde als 'A. VDK Saïbas'.

## Leven en werk
Auguste of Augustin Van den Kerckhove was een zoon van meubelmaker Joseph François Van den Kerckhove en naaister Elizabeth Boormans. Hij was, naast Louis, Jean en Leonard, een van de vier zonen in het gezin die beeldhouwer werden. Hij werd opgeleid aan de Koninklijke Academie voor Schone Kunsten van Antwerpen. Hij trouwde in 1848 met Francoise Hortense Turlot (1825-1895). Zij kregen twee zoons en drie dochters, onder wie Antoine (1849), Arthur (1850), Aline en Hortense (1862), die zich alle drie bezighielden met beeldhouwen.
Van den Kerckhove maakte onder anderen bustes, allegorische of mythologische voorstellingen en standbeelden. Zijn belangrijkste opdrachtgevers waren de prinsen De Merode en Alphonse de Chimay. Hij decoreerde onder meer het privétheater van De Chimay. Auguste was verantwoordelijk voor drie van de 48 ambachtsbeelden op de Kleine Zavel in Brussel, hij maakte een kleerkoper en een timmerman. Zijn broer Jean en oomzegger Godefroid maakten elk twee ambachtsbeelden. Van den Kerckhove exposeerde meerdere malen. Op de Salon van Brussel toonde hij onder andere zijn allegorie De Geneeskunde (1857), Zephyrus steelt een kus aan Flora (1859), Gesluierde Venus (1860) en zijn borstbeelden van prins De Chimay (1873) en componist Charles Hanssens (1885).
Auguste Van den Kerckhove overleed op 70-jarige leeftijd.

## Enkele werken
- 1852 standbeeld van koningin Louisa-Maria voor het Koninklijk Paleis van Brussel.
- 1857 vrouwenfiguur, allegorie op de geneeskunst. Het beeld werd door koning Willem III geschonken aan het kabinet van pleisterbeelden, prenten en tekeningen van de Leidse Hogeschool.
- 1862 buste van Flora.
- 1869 buste van Leopold, hertog van Brabant en graaf van Henegouwen (1859-1869), collectie Koninklijke Musea voor Schone Kunsten van België.[6]
- 1870-1884 een verguld, bronzen beeld (van de 12) voor de gotische zaal van het Broodhuis in Brussel. Tot de andere beeldhouwers die werk leverden behoorden Constant Desenfans, Charles Geefs en Godefroid Van den Kerckhove.
- 1872 buste van politicus Etienne de Gerlache (1785-1871), collectie Kamer van volksvertegenwoordigers.
- 1873 buste van prins Alphonse de Chimay.
- 1882-1883 drie (van de 48) ambachtsbeelden op de Kleine Zavel in Brussel: uitdragers of oude kleerkopers, timmerlieden en schrijnwerkers. Zijn broer Jean en oomzegger Godefroid maakten elk twee beelden.
- 1885 buste van componist Charles Hanssens, collectie Académie royale des sciences, des lettres et des beaux-arts de Belgique, Academiënpaleis, Brussel.

## Fotogalerij

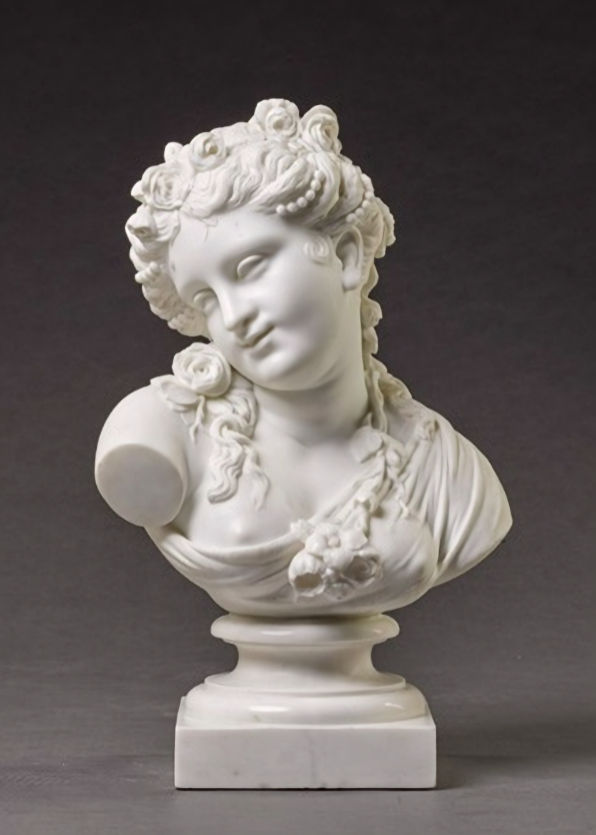
buste van Flora (1862)
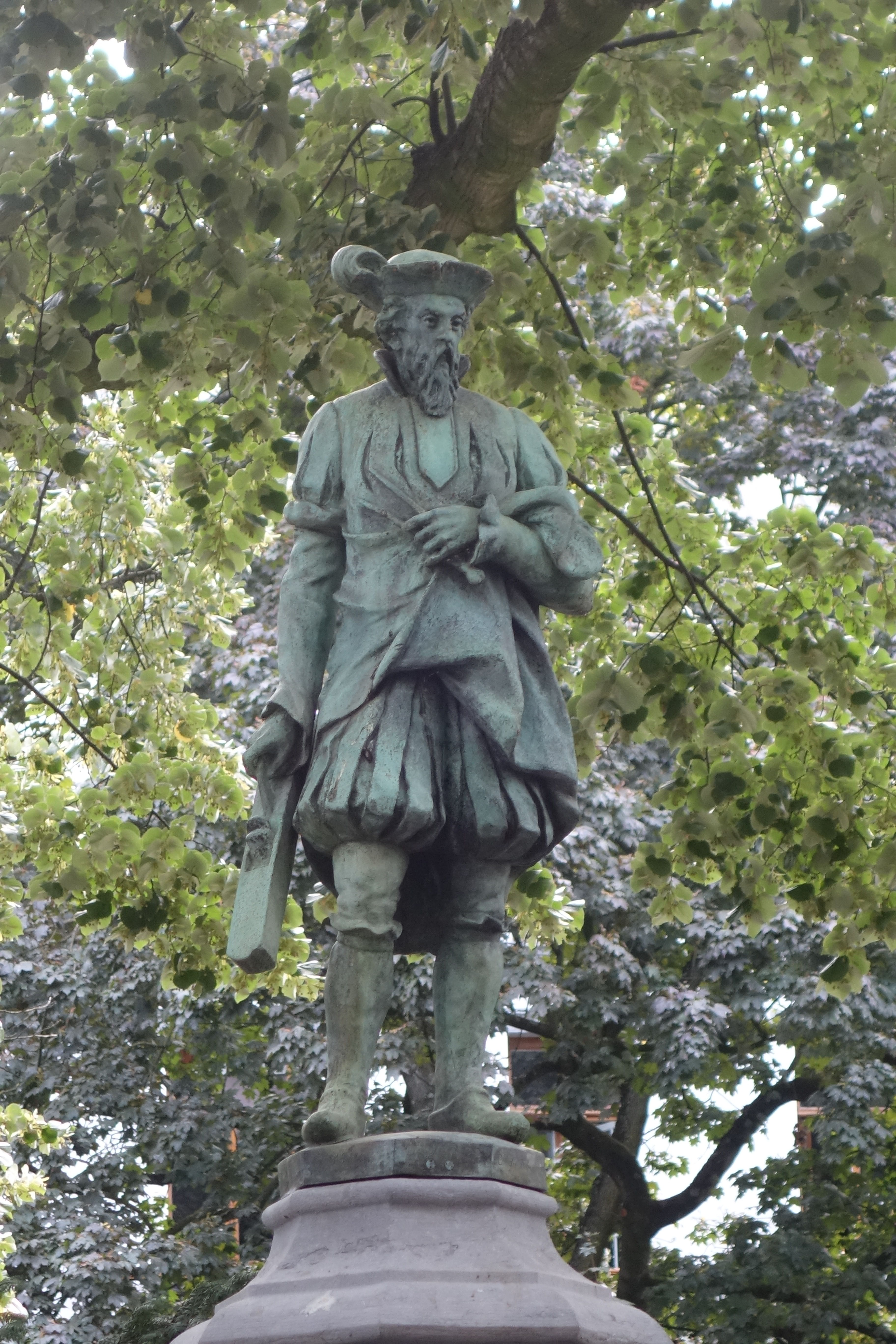
schrijnwerker (1882-1883), Brussel
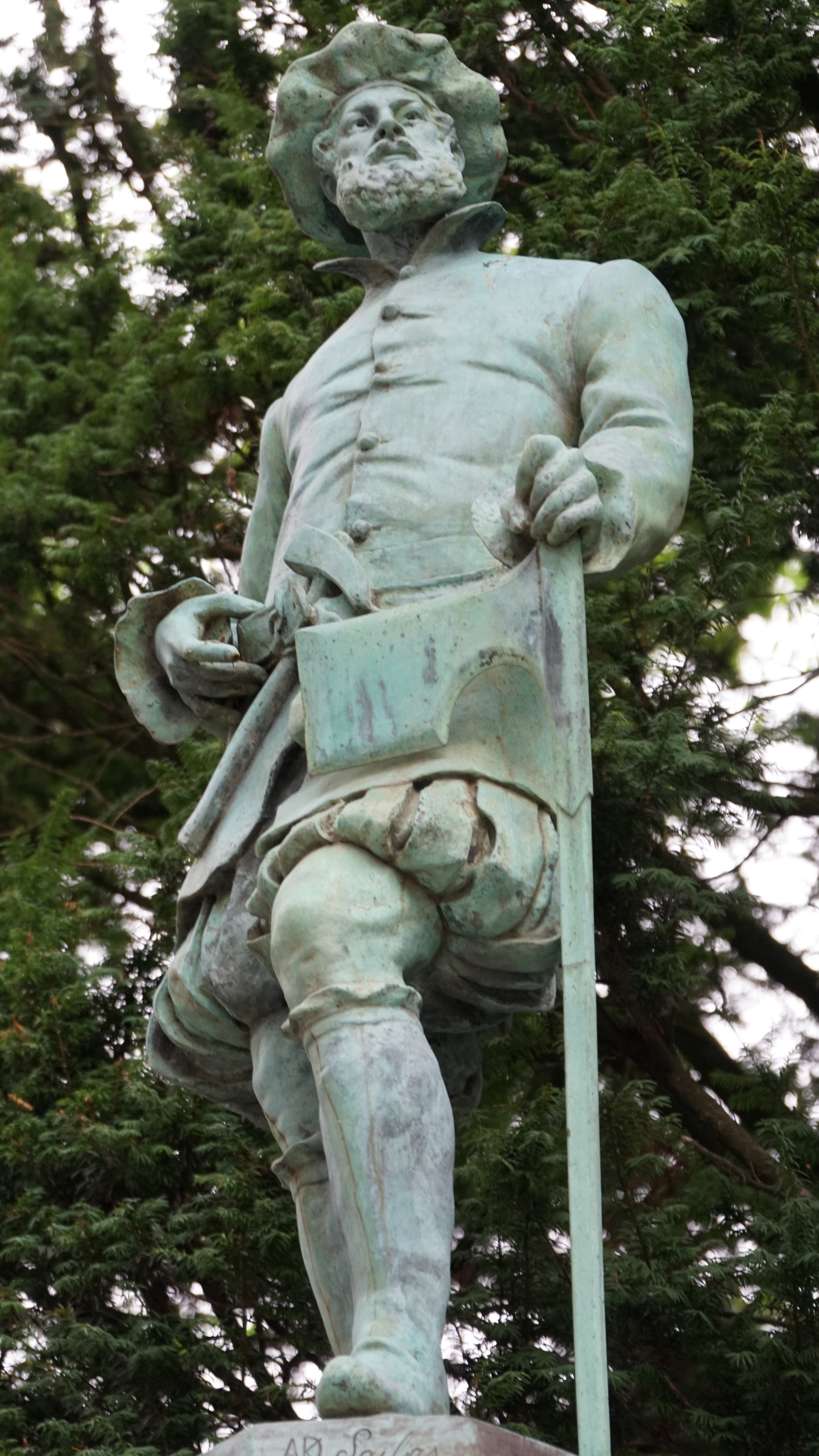
timmerman (1882-1883), Brussel

- RKD-Nederlands Instituut voor Kunstgeschiedenis: 79215